# ニコラスの贈りもの
『ニコラスの贈りもの』（原題: Il dono di Nicholas、米題: Nicholas' Gift）は、イタリア・アメリカ合衆国合作のテレビ映画。

## キャスト
| 役名               | 俳優                           | 日本語吹替 | 日本語吹替 |
| 役名               | 俳優                           | VHS版      | NHK-BS2版  |
| ------------------ | ------------------------------ | ---------- | ---------- |
| マギー・グリーン   | ジェイミー・リー・カーティス   | 高島雅羅   | 小野洋子   |
| レッジ・グリーン   | アラン・ベイツ                 | 岸野一彦   | 樋浦勉     |
| エレノア           | ハリー・ケイト・アイゼンバーグ | 折笠富美子 | 川田妙子   |
| ニコラス・グリーン | ジーン・ウェクスラー           | 石川静     | 常盤祐貴   |
| アレッサンドラ     | イザベラ・フェラーリ           | 村井かずさ | 福田如子   |
| アンナ             | アニタ・ザガリア               | 鈴木弘子   | 増子倭文江 |
| チプリアーノ医師   | ロベルト・ビサッコ             | 清川元夢   | 清川元夢   |
| サントゥッチ医師   | エンニオ・コルトルティ         |            | 石田圭祐   |
| アンジェロ         | ナッツァレノ・コスタンティーニ | 田口宏子   | 田谷隼     |
| ステファノ         | ダニエーレ・ピオ               |            | 日野聡     |
| パオロ             | マンリコ・ガンマロータ         |            | 牛山茂     |

- NHK-BS2版吹替 - 初回放送2002年11月28日 20:00-21:30